# Anders Hultman
Anders Hultman (ursprungligen Jonasson), född 24 mars 1870 i Värnamo församling i Jönköpings län, död 2 augusti 1939 i Månsarps församling i Jönköpings län, var en svensk pastor och författare.

## Biografi
Anders Hultman växte upp på torpet Västra Hult som tillhörde Helmershus utanför Värnamo och tog namnet Hultman efter nämnda torp. Han genomgick som 18-åring Värnamo folkhögskola och var i unga år evangelist i sin hembygd. År 1897 studerade han vid Svenska missionsförbundets predikantskola i Stockholm och blev ordinarie predikant i Jönköpings Missionsförening 1899, vilken utgjorde grunden för Svenska Alliansmissionen. Där verkade han fram till pensioneringen 1935.
Han gav ut boken Helig eld (1928), där han dokumenterade väckelserörelsens historia. Vidare författade han böckerna Genom föregångslandet (1925), Liv och ljus (1932) samt Liv och längtan (1936). Han engagerade sig för att Alliansmissionen skulle bilda förlag och redigerade dess kalender ”Soluppgången”.
Hultman var initiativtagare till de på sin tid populära bergtempelmötena i Smålands Taberg. Sammankomsterna, som hölls sommartid i bergssluttningen under flera decennier från 1925, kunde locka tusentals besökare. Han propagerade för ett samgående mellan Svenska alliansmissionen och Svenska Missionsförbundet, vilket dock inte genomfördes.
Han blev 1925 suppleant i Halls bolag som ägde Jönköpings-Posten, då förankrat i Svenska Alliansmissionen, och blev ordinarie styrelseledamot i bolaget 1934.
Anders Hultman gifte sig 1927 med Ester Charlotta Olsson (1886–1938).